# Rheumaptera fumosa
Rheumaptera fumosa är en fjärilsart som beskrevs av Comstock 1967. Rheumaptera fumosa ingår i släktet Rheumaptera och familjen mätare. Inga underarter finns listade.